# Ylisaari (ö i Tunturi-Lappi)
Ylisaari är en ö i Finland. Den ligger i Könkämäälven och i kommunen Enontekis i den ekonomiska regionen  Fjäll-Lappland  och landskapet Lappland, i den norra delen av landet, 1 000 km norr om huvudstaden Helsingfors. Öns area är 0,7 hektar och dess största längd är 160 meter i öst-västlig riktning.